# Vrbka (district de Kroměříž)
Pour les articles homonymes, voir Vrbka.
Vrbka (en allemand : Wrbka, de 1939 à 1945 : Weiden) est une commune du district de Kroměříž, dans la région de Zlín, en République tchèque. Sa population s'élevait à 195 habitants en 2025.

## Géographie
Zahnašovice se trouve à 8 km au sud du centre de Kroměříž, à 19 km à l'est de Zlín, à 59 km à l'est de Brno et à 235 km à l'est-sud-est de Prague.
La commune est limitée par Bařice-Velké Těšany au nord, par Sulimov et Nová Dědina à l'est, par Halenkovice au sud et par Lubná à l'ouest.

## Histoire
La première mention écrite du village date de 1408.

## Transports
Par la route, Vrbka se trouve à 10 km de Kroměříž, à 14 km de Otrokovice, à 26 km de Zlín, à 74 km de Brno et à 280 km de Prague.

## Source
- (cs) Cet article est partiellement ou en totalité issu de l’article de Wikipédia en tchèque intitulé « Vrbka » (voir la liste des auteurs).